# GEUS

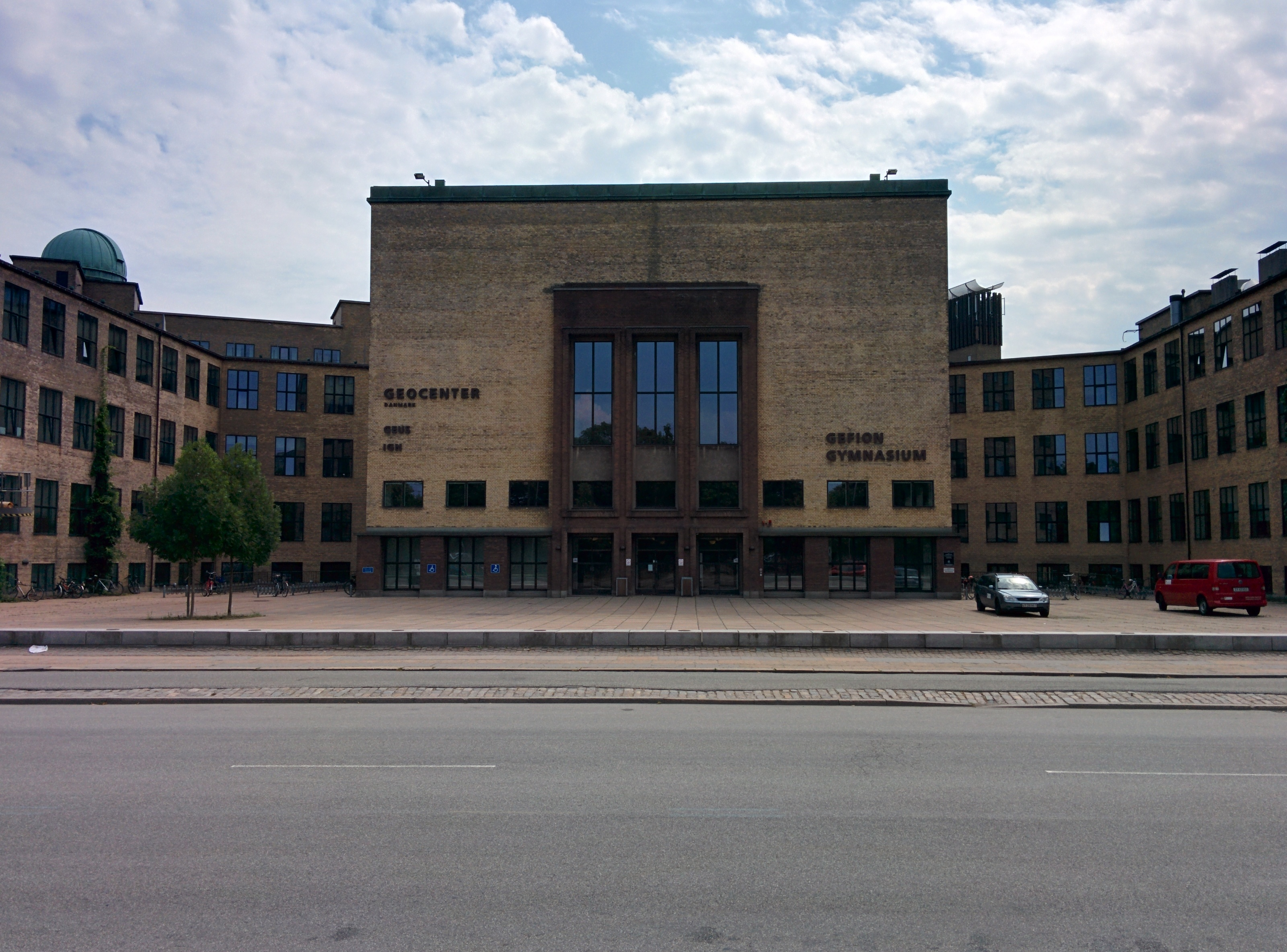
Der Hauptsitz von GEUS in Kopenhagen

GEUS – De Nationale Geologiske Undersøgelser for Danmark og Grønland („De nationalen geologischen Untersuchungen für Dänemark und Grönland“) ist eine dänische geowissenschaftliche Forschungsanstalt mit Sitz in Kopenhagen. Geografisch beschäftigt sie sich dem Namen entsprechend mit Dänemark und Grönland. Sie ist dem dänischen Ministerium für Klima, Energie und Versorgung unterstellt.

## Aufgaben
Zu den Aktivitäten von GEUS zählen die Erfassung, Zusammenstellung und Speicherung von geowissenschaftlichen Daten, die Forschung, die Überwachung sowie die Beratung in den Bereichen Wasser, Energie, Mineralien, Klima und Umwelt. GEUS übernimmt auch Auftragsarbeiten für andere Behörden, Forschungsagenturen, Privatunternehmen und Kunden außerhalb Dänemarks. Zu den Arbeitsbereichen zählen unter anderem Geophysik, Petrologie, Glaziologie und Geologie zwecks Erzgewinnung.

## Geschichte
1888 wurde Danmarks Geologiske Undersøgelse (DGU) als staatliche Institution gegründet, um die Geologie Dänemarks zu kartografieren. Später wurden die Tätigkeiten auf Forschung und Beratung und die Arbeitsbereiche auf Wasserversorgung, Bergbau und Umwelt- und Naturschutz ausgeweitet. Bis 1987 war DGU auch für die Färöer zuständig. 1946 wurde für Grönland die entsprechende Institution Grønlands Geologiske Undersøgelse (GGU) gegründet, die Expeditionen in Grönland durchführte und zusätzlichen Fokus auf Glaziologie hatte. Diese unterstand von 1946 bis 1987 dem Grönlandministerium und von 1987 bis 1994 dem Energieministerium, dass anschließend mit dem Umweltministerium zusammengelegt wurde. 1995 wurden DGU und GGU unter dem Namen Danmarks og Grønlands Geologiske Undersøgelse (GEUS) vereinigt. Ab 2005 gehörte GEUS zum Transport- und Energieministerium und ab 2007 zum Klima- und Energieministerium, das heute das Ministerium für Klima, Energie und Versorgung ist.

## Publikationen
GEUS veröffentlicht seit 2003 die wissenschaftliche Zeitschriftenreihe GEUS Bulletin, die mit Open Access erscheint. Sie löste mehrere frühere unabhängige Publikationsreihen ab, die sich jeweils entweder mit Dänemark oder Grönland beschäftigten. Dazu werden regelmäßig populärwissenschaftliche Bücher zur Geologie Dänemarks und Grönlands herausgegeben.